# Trixagus cobosi
Trixagus cobosi là một loài bọ cánh cứng trong họ Throscidae. Loài này được Yensen miêu tả khoa học năm 1980.